# تایلر زلر
تایلر زلر (انگلیسی: Tyler Zeller؛ زادهٔ ۱۷ ژانویهٔ ۱۹۹۰) یک بازیکن بسکتبال اهل ایالات متحده آمریکا است. از باشگاه‌هایی که در آن بازی کرده‌است می‌توان به کلیولند کاوالیرز و بوستون سلتیکس اشاره کرد.